# Lori Sandri
Lori Sandri, född 29 januari 1949, död 3 oktober 2014, var en brasiliansk fotbollsspelare och tränare.
Lori Sandri var tränare för det emiratiska landslaget 1997 och 1998.